# Prijevorac
Prijevorac (cyr. Пријеворац) – wieś w Bośni i Hercegowinie, w Republice Serbskiej, w gminie Rudo. W 2013 roku liczyła 46 mieszkańców.